# Caroso (Tribun)
Caroso, in spätmittelalterlichen Quellen auch Caroxo Mascolin, war ein venezianischer Tribun, der sich selbst im Jahr 832 zum Dogen erhob. Er regierte die Lagune von Venedig nur drei, nach anderen Quellen sechs Monate lang. 
Sowohl schwere Konflikte zwischen den führenden Städten der Lagune, als auch Einwirkungen der Karolinger und der byzantinischen Kaiser führten dort seit Jahrzehnten zu brutalen Machtkämpfen. Allerdings wandelte sich die großpolitische Auseinandersetzung vom Streit zwischen dem Frankenreich und Byzanz (Zweikaiserproblem) hin zu neuen externen Bedrohungen. So tauchten verstärkt slawische Piraten, Narentaner genannt, in der oberen Adria auf, die bereits in der Lage waren, ganze Flotten zu kapern; in Süditalien sollten Venezianer erstmals gegen die Sarazenen kämpfen, die 827 begonnen hatten, Sizilien zu erobern. 
Caroso, der wohl einer Tribunenfamilie entstammte und im Testament des Dogen Iustinianus Particiacus schon 829 als Zeuge auftaucht, wurde zwar gestürzt, nicht aber getötet. Stattdessen wurde er, da er byzantinischer Tribun war, geblendet und vertrieben. Die hinter ihm stehende Interessengruppe wurde im Laufe der historiographischen Entwicklung äußerst verschieden gedeutet. Die venezianische, staatlich kontrollierte Geschichtsschreibung räumte Caroso nicht den Rang eines Dogen ein, sondern deutete ihn als bloßen Usurpator, der in einer langen Reihe von Umstürzen steht.

## Herkunft und Familie
Zur Zeit der Serrata, also noch mehr als ein halbes Jahrtausend nach dem „Tyrannen“ und „Usurpator“ Caroso, gehörten die Caroso zu den herrschenden Familien. Die Cronaca Giustinian stellt Mitte des 14. Jahrhunderts fest, dass die Familie auf Tribunen aus Aquileia zurückgehe, die zentral bei der Besiedlung von Rialto mitgewirkt hatten. Der Doge und Geschichtsschreiber Andrea Dandolo schreibt in seiner Chronik, ein Tribun namens Caroso haben eine Verschwörung initiiert, um den Dogen Giovanni Particiaco im Jahr 832 zu stürzen. Schon die ältesten Quellen aus der Zeit um 1000 nennen die Familie als eine der mächtigsten der Lagune. Marin Sanudo ordnet ihnen den Bau der Kirche San Servolo zu. Mitte des 12. Jahrhunderts war eine Sicara Caroso Äbtissin von San Zaccaria. Auch im gesamten 13. Jahrhundert saß die Familie in allen wichtigen Ratsgremien der Stadt, wie dem Großen Rat. Sie verteilte sich auf mehrere Contrade, nämlich die von San Vidal nahe dem Ponte dell’Accademia im Sestiere San Marco, und in San Canzian in Cannaregio. Im 13. Jahrhundert wählten Angehörige der Caroso den Dogen und boten Senatoren auf, die Anfang des 13. Jahrhunderts noch Pregadi hießen. Doch nach 1386 verschwindet die Familie aus den Dokumenten. Marino Sanudo gibt an, die Familie sei 1387 ausgestorben.

## Leben und Herrschaft
Die kurze Herrschaft Carosos ordnet sich in eine Reihe politischer Umstürze ein, die mit dem unglücklichen Wirken des Dogen Iohannes Particiacus in Zusammenhang stehen. Er hatte sich gegen seinen Bruder Iustinianus durchgesetzt, doch gelang es dem nach Konstantinopel verbannten ehemaligen Dogen Obelerius, den deren gemeinsamer Vater Agnellus Particiacus um 810 vertrieben hatte, aus dem Exil zu entkommen und sich in die nördliche Adria einzuschiffen. Er bemächtigte sich bald der Insel Vigilata (Krk) vor Istrien und fand weitere Verbündete in seinem Heimatort Metamaucum (beim späteren Malamocco gelegen), das nach seinem Sturz den Rang der Hauptstadt der Lagune eingebüßt hatte. Der Doge Iohannes Particiacus, der in der neuen Hauptstadt Rialto residierte, reagierte sofort auf den Putschversuch. Er verwüstete Metamaucum und die Insel Vigilata. Obelerius ließ er enthaupten und seinen Kopf den Venezianern zur Schau stellen.
Kaum war diese Revolte niedergeschlagen, als der Aufstand des byzantinischen Tribunen Caroso den Dogen zwang, an den fränkischen Hof zu fliehen, wo er von Kaiser Lothar mit Wohlwollen aufgenommen wurde. Caroso erklärte sich selbst zum Dogen. Doch wurde er schon wenige Monate später von den Anhängern der Particiaco, die es verstanden, die vielen mit der Herrschaft des Usurpators Unzufriedenen auf ihre Seite zu ziehen, im Dogenpalast gefangen genommen. Er wurde geblendet und aus Venedig verjagt. Ein Todesurteil soll nur sein Stand als Tribun verhindert haben.
Ob sich hier zum letzten Mal der Gegensatz zwischen einer Amts- und einer Erbtitelauffassung des Tribunats äußerte, oder ob Caroso nur noch Exponent der pro-byzantinischen gegen die pro-fränkischen Familien war, ist unbekannt. Sein Vater war laut Muratori ein Bonicio Tribuno, was die Erblichkeit des Titels nahelegt. Möglicherweise verbirgt sich dahinter zudem ein Machtkampf zwischen den Familien von Rialto und denen von Metamaucum.
Zunächst führte bis zur Rückkehr des Dogen der Bischof Ursus (Orso), vielleicht ein Angehöriger der Particiaco, zusammen mit zwei Tribunen das Stadtregiment. Der Doge kehrte erst nach ungefähr einem Jahr zurück. Er herrschte seinerseits nicht mehr lange, denn er wurde 836 gestürzt.

## Rezeption

### Bis gegen Ende der Republik Venedig
Für das Venedig zur Zeit des Dogen Andrea Dandolo war die Deutung, die man der kurzen Herrschaft Carosos beilegte, in mehrfacher Hinsicht von einer gewissen symbolischen Bedeutung. Das Augenmerk der Mitte des 14. Jahrhunderts längst fest etablierten politischen Führungsgremien, die vor allem seit Andrea Dandolo die Geschichtsschreibung steuerten, galt der Entwicklung der Verfassung (in diesem Falle der Frage der Dogenherrschaft, der Tyrannei und des Widerstandes dagegen), den inneren Auseinandersetzungen zwischen den possessores (repräsentiert in den Familiennamen), also der sich immer mehr abschließenden Gruppe der Besitzenden, die zugleich die politische Macht besetzten, aber auch den Machtverschiebungen innerhalb der Lagune (der zunehmenden Bedeutung Rialtos, der schwindenden von Malamocco und Heracleia), der Adria und im östlichen Mittelmeerraum sowie in Italien. Dabei standen die Fragen nach der Souveränität zwischen den übermächtigen Kaiserreichen, des Rechts aus eigener Wurzel, mithin der Herleitung und Legitimation ihres territorialen Anspruches, stets im Mittelpunkt. Ähnlich wie bei der kurzlebigen Dynastie der Galbaii versuchte man die Unsicherheit der Verhältnisse auf Mängel in der Machtbalance, mithin in der Verfassung zurückzuführen. Diese habe es noch nicht gestattet, die Macht des Dogen und seiner Nachkommen so einzubinden, dass keine Dynastiebildung mehr möglich war. Bei Caroso erwies sich demnach wieder deutlich, dass ein Versagen der Institutionen und Einstellungen bei den Entscheidern zum Wiederausbrechen der gewohnten Gewalttätigkeiten innerhalb der Stadt führen musste, schließlich sogar zum brutalen Regime eines Usurpators, dessen Dogenherrschaft nie Anerkennung fand, und der nicht einmal in den Dogenlisten geführt wurde.
Die älteste volkssprachliche Chronik, die Cronica di Venexia detta di Enrico Dandolo aus dem späten 14. Jahrhundert, stellt die Vorgänge auf einer in dieser Zeit längst üblichen, sehr persönlichen Ebene dar, was den Dogen noch einmal größere individuelle Macht zuwies. Dabei ist die Darstellung äußerst knapp: „Caroxo Mascolin“ „vene poi furtevellemente cum consentimento de molti e fu alevado Duxe in Rivoalto.“ Worin die genannte Unrechtmäßigkeit der Erhebung zum Dogen bestand, erläutert der Chronist nicht. Wegen seiner Tyrannei verabredete ein „grande assemblamento“, ihn zu stürzen. Und so wurde er mit Gewalt ergriffen „et cavoli gli ochi dela testa fuora et poi caciò quello de Venesia.“ Nach der lakonischen Beschreibung des Sturzes, der Blendung und schließlich der Vertreibung, ergänzt der Verfasser der Chronik nur einen einzigen Namen als Drahtzieher: „Et questo principalmente fu facto per un Domenego Orciniacho.“
Ganz anders Pietro Marcello. Zwar gelang es dem Dogen Iohannes, einen Vertrag mit den Narentanern abzuschließen, Piraten, die die nördliche Adria unsicher machten, doch sie raubten eine aus Apulien zurückkehrende Flotte aus. Unter Führung eines gewissen Carosio („di un certo Carosio“) verschworen sich einige Adlige gegen den Dogen. Der Doge musste fliehen, und Carosio „usurpo il Prencipato“ (S. 21). Gegen Carosio, der den Dogat usurpierte habe, erhoben sich nun wiederum einige „gentil'huomini“ unter Führung von Basilio Transimondo, Giovanni Mauritio und Domenico Ortiano – letzteren hatte schon die Cronica di Venexia detta di Enrico Dandolo erwähnt –, sowie von 30 weiteren Adligen, die die Tyrannei nicht länger ertragen wollten („non potendo comportare la tirannide di Carosio“), die ihn überfielen, ihm die Augen herausrissen („gli trassero gli occhi“) und Caroso ins Exil schickten. Auch wurden viele Mitwisser getötet. Iohannes, der Doge, wurde aus dem Frankenreich zurückgerufen, als Basilio Transimondo, Giovanni Mauritio und „Orso Vescovo di Castello“ die ‚Republik‘ regierten. Ein Streit mit der Familie „Mastalitia“ führte zu Verrat und Überfall in der Kirche San Pietro, dem Dogen wurden die Machtinsignien geraubt, der Bart und das Haupthaar geschoren. Den Rest seines Lebens verbrachte er im Mönchshabit in Grado.
Abweichend berichtet wiederum die Chronik des Gian Giacomo Caroldo, fertiggestellt 1532. Caroldo meint „Ioannes Badoaro“ habe im Jahr „DCCCXXIX“ zu regieren begonnen. Ein anfänglicher Erfolg, der Friedensschluss mit den Narentanern, hielt nicht lange. Völker, die man früher „Schiavi“, heute „Schiavoni“ nennt („populi chiamati Schiavi, hora volgarmente Schiavoni“) lebten als Idolverehrer und gingen auf die Goten zurück („Idolatri, havendo origine da Gothi“). Sie lebten als Piraten, so dass ein Frieden mit ihnen nicht dauerhaft sein konnte. – Danach beschreibt Caroldo die Abfolge von Umstürzen unter „Ioannes“. In dieser Zeit kehrte zunächst Obelerio, dem der Dogat und das Vaterland genommen worden war („fu privato del Ducato et della Patria“), nach Venedig zurück. Der Doge ließ Befehl zum Angriff erteilen, doch die Leute aus Malamocco, von denen Obelerio abstammte, wie Caroldo betont, unterstützten Obelerio. Dieser fiel bald in Iohannes' Gefangenschaft (S. 57). Er wurde „decapitato et il corpo suo sospeso alla ripa di San Giorgio“, Obelerio wurde also enthauptet und sein Körper an der Riva di San Giorgio aufgehängt. – Der Kaiser wollte dem Dogen, der ihn gegen die Sarazenen Siziliens unterstützt hatte, seine Geneigtheit erweisen und schickte ihm die „Cadrega di San Pietro“, die in San Pietro di Castello untergebracht wurde. Auf dieser saßen, so Caroldo, in „Anthiochia“ Petrus und seine Nachfolger („San Pietro Apostolo et successori“). Dann kommt er auf die zweite Rebellion zu sprechen, denn zu dieser Zeit wurde der Doge durch „Caroso Tribuno“, einen „huomo scelestissimo“ durch eine Verschwörung vertrieben. Dieser floh und versuchte von Lothars Sohn Karl Unterstützung zu erlangen. Währenddessen wurde Caroso Doge. Dies missfiel wiederum „Basilio Transmondo, Ioanni Mauritio, Dominico Orcianico“ und anderen, insgesamt 30 Männern, sehr. Sie verließen Venedig und gingen nach „San Martin di Strà“, wo sich ihnen viele Männer anschlossen. Unter „Dominico Orcianico, venuti a Rialto, assalirono il Palazzo et fecero prigione Caroso“, gingen sie also nach Rialto, griffen den Dogenpalast an und nahmen Caroso gefangen. Sein Augenlicht wurde ihm genommen, und er wurde aus Venedig vertrieben („al quale cavorno gl’occhi, cacciandolo di Venetia“), nachdem er sechs Monate Doge gewesen war (S. 57). Seine „complici“, namentlich „Diodato Gruro, Marino Patricio, Dominico Monetario et Tribuno Gradense“ wurden in Stücke gehauen. Bis zur Rückkehr des Dogen wollten die Venezianer, dass „Orso Vescovo Olivense“ den Dukat regiere, gemeinsam mit „Basilio Transmondo et Ioanni Marcurio“. Zur allgemeinen Zufriedenheit wurde der Doge wieder in sein Amt eingesetzt. Die Verschwörungen endeten damit jedoch keinesfalls, denn in seinem 10. Herrschaftsjahr kam es unter den „Mastalici“ zu einer (erneuten) Verschwörung. Als der Doge die Kirche San Pietro di Castello verließ, wurde er gefangen genommen, sein Bart abgeschnitten und ihm eine Tonsur aufgezwungen („con li capelli come cherico“, ‚mit den Haaren wie ein Kleriker‘), dann wurde er nach Grado geschickt, wo er „finalmente“ verschied.
Für den Frankfurter Juristen Heinrich Kellner, der die venezianische Chronistik im deutschen Sprachraum bekannt machte, wobei er weitgehend Marcello folgte, war in seiner 1574 erschienenen Chronica das ist Warhaffte eigentliche vnd kurtze Beschreibung, aller Hertzogen zu Venedig Leben, um 828 mit den „Narentinern“ Frieden geschlossen worden, die „das Meer daselbst unruwig machten“. Doch dieser Friede sei von den Narentanern gebrochen worden, die venezianische Kaufleute, die auf der Rückreise aus Apulien waren, „fiengen“ und umbrachten. Kurz darauf „schwuren zusammen etliche Edele/welcher Haupt war einer/Carosius genannt/wider den Hertzogen.“ Der Doge floh, und an seine Stelle trat besagter Carosius. Doch gegen dessen „Tyranney“ „legten sich etliche von den Edlen und Fürnemesten wider in / darunder waren die ansehenlichsten / Basilius Trasimundus / Joann Mauritius/und Dominicus Ortianus/unnd mit inen noch dreissig der Fürnemesten in der Statt“. Sie setzten Carosius gefangen, „stachen im die Augen auß“ und verjagten ihn. Dazu stellt der Autor fest, es seien viele, „so es mit ihm gehalten haben / umbbracht worden.“ Nachdem „Orsus / Bischoff zu Castello / Basilius Trasimundus/ und Johann Mauritius die Gemein regiert“ hätten, sei Johannes aus „Franckreich“ zurückgekehrt. Doch nun geriet der Doge mit den „Mastalitiis(welches ein sehr edel Geschlecht war zu Venedig) in feindtschafft“. Sie überfielen ihn in San Pietro, „namen im die Hertzoglichen Kleinoter und Geschmuck/schnitten im Haar und Bart ab“ und verbannten ihn im 8. Jahr seiner Herrschaft nach Grado, und „daselbßt zog er ein Münchskap an/unnd endet die ubrig zeit seines Lebens daselbst.“
In der Übersetzung der Historia Veneta des Alessandro Maria Vianoli, die 1686 in Nürnberg unter dem Titel Der Venetianischen Hertzogen Leben / Regierung, und Absterben / Von dem Ersten Paulutio Anafesto an / biss auf den itzt-regierenden Marcum Antonium Justiniani erschien, werden gleichfalls die genannten Narentaner aufgeführt, die eine apulische Flotte ausraubten, doch wurden diese laut Vianoli hart bestraft. Doch „Aufruhr und Zusammenrottung etlicher vornehmer Edelleute / die ihm nach dem Leben gestanden / deren Haupt und Urheber einer mit Namen Carosius genannt/gewesen“, erschütterten den „ganzen Staat“. Der „Fürst“ sah sich „genöthiget“ „nacher Franckreich zu entfliehen/und dem gedachten Carosio das Herzogthum zu überlassen“. Unter den bereits von Marcello aufgeführten drei „Edelsten und Fürnehmsten“ kam es wiederum gegen Carosio zum Aufstand, so dass diese drei Männer und dreißig weitere, die „seine verübte Tyranney nicht erdulten können / haben ihn unversehens überfallen/gefangen/die Augen ausgetochen /und endlich/mit noch vielen andern seinen Rädelsführern/gar in das Elend verjaget“ (S. 97). Iohannes wurde „wieder nacher nach Venedig zu kommen beruffen“, doch brachte er „aus einem fremden Land auch fremde Sitten und Geberden“ mit, „die ihme nicht wohl angestanden“ und die den Venezianern „ganz und gar zuwider gewesen“ seien. Ein bis dato in der Geschichtsschreibung nicht erschienener Gesichtspunkt. Die Feindschaft schließlich mit den „Mastolitiis“, der edelsten und mächtigsten Familie der Stadt, führte zu seinem Sturz, einschließlich dem Verlust von Insignien und Haar, dann Mönchskutte und Gefangenschaft in Grado.
1687 schrieb Jacob von Sandrart in seinem Werk Kurtze und vermehrte Beschreibung Von Dem Ursprung / Aufnehmen / Gebiete / und Regierung der Weltberühmten Republick Venedig ebenfalls, wenn auch sehr lakonisch, über „Johannes“, der „durch eine von den Vornehmsten aus Venedig wider ihn gemachte Verrätherey“ unter Caroso gestürzt wurde. Auch wenn Caroso wiederum gestürzt und Johannes zurückgerufen wurde, so „ward er durch das vornehmste Geschlecht zu Venedig / die Mastalici genannt/in einer Kirche überfallen und in ein Kloster gestossen/ in welchem er auch kurtz hernach mit Todt abgieng.“

### Historisch-kritische Darstellungen
Nach Johann Friedrich LeBret, der ab 1769 in seiner vierbändigen Staatsgeschichte der Republik Venedig Venedigs Geschichte beschrieb, hatte Iohannes „bey dem Anfange derselben das Glück, daß ein Gesandter der narentanischen Slaven zu ihm kam, welcher sich in Venedig zu der christlichen Religion bekannte, und getauft wurde.“ (S. 142). Nach ihm war die griechische Seemacht „in dem äußersten Verfalle“. Auch stand das Frankenreich im Kampf gegen Normannen und Sarazenen, wie letztere zugleich Byzanz bekämpften. Der 810 vertriebene Obelerius versuchte zudem die Macht zurückzugewinnen. Doch die Venezianer unter Johannes zerstörten Malamocco vollständig. „Das venetianische Volk hat zu allen Zeiten sich durch grausame und unüberlegte Schlüsse übereilen lassen“, kommentiert LeBret, nach dem das Haupt des Obelerius vor Malamocco aufgespießt wurde, nicht an der Grenze zum Frankenreich. Im Gegensatz zum Versuch des Obelerius, die Macht zurückzugewinnen, betrachtet LeBret den Adelsaufstand gegen Johannes unter Caroso als Versuch, den „Badoer“ – den Particiaco also – die Erblichkeit des Dogenamtes zu entreißen. Nach ihm war „Carosus“ ein Tribun, ein Sohn des Bonicus. Folgt man LeBret, so trat Carosus jedoch bald „die Rechte der ganzen Nation des Adels und des Volkes unter die Füße“. „So wenig die adelichen Häuser es ertragen konnten, daß die Würde des Herzoges erblich würde, so wenig konnten sie zugeben, daß man sie und das Volk des Wahlrechtes beraubete, wodurch sie glaubeten, einen Fürsten noch immer in einer gewissen Achtung gegen sie erhalten zu können.“ (S. 163). Carosus wurde bei LeBret also gestürzt, weil er die Volksversammlung missachtete. Zwar kehrte Johannes zurück, doch: „Sein verwundetes Gemüth machte ihn mürrisch, und die zugefügten Beleidigungen hatten ihn erbittert.“ Schließlich scheiterte er am Adel. „Da der Doge die Sache mit Gewalt durchsetzen wollte, so erhielt die Gegenpartey die Oberhand“. So wurde der Doge nach Grado verbannt, wo er vor „Verdrusse“ bald starb (S. 164).
Alessandro Orsoni nennt in seinem 1828 erschienenen Werk Cronologica storia dei vescovi Olivolensi den Usurpator „Carlo Carausio, o Caroso“ und hält ihn für einen Sohn des Bonoso, Tribun aus Aquileia. Dieser verbündete sich demnach mit einem ebenfalls adligen „Vittorio“ im Jahr 835 zu einer Verschwörung. Bei ihm wurde Caroso durch die Volksversammlung zum Dogen gewählt.

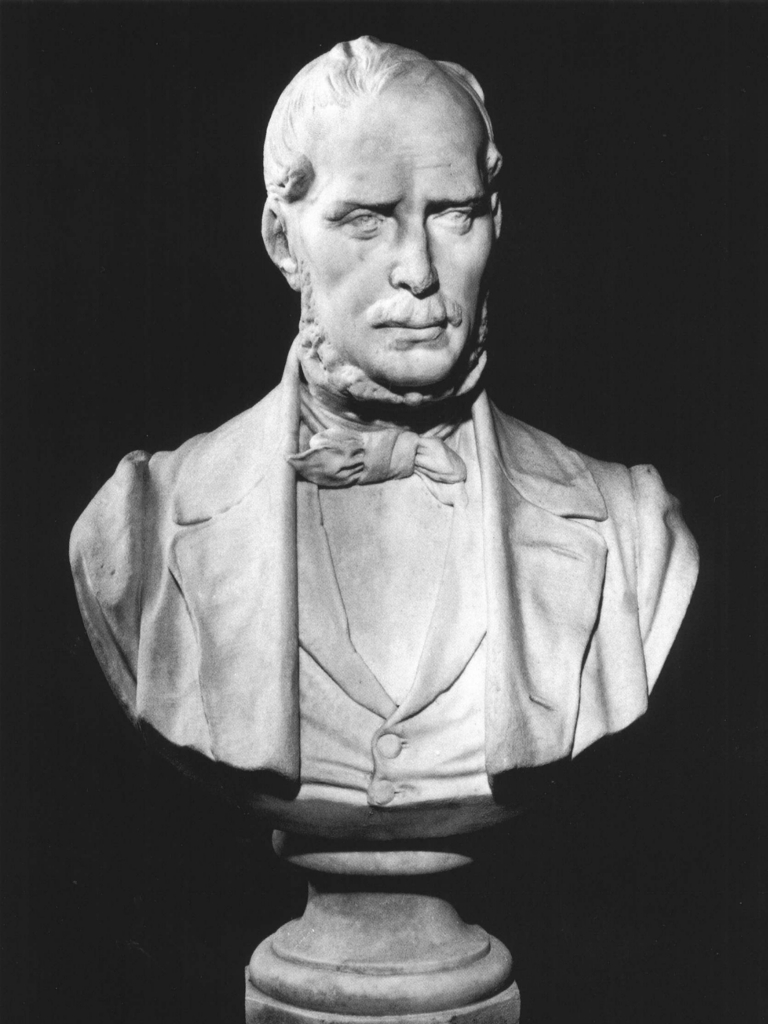
Büste des Samuele Romanin im Panteon Veneto des Istituto Veneto di Scienze, Lettere ed Arti, Marmor, ein Werk von Augusto Benvenuti, entstanden 1896

Samuele Romanin räumte „Giovanni“ 1853 im ersten Band seines zehnbändigen Opus'  Storia documentata di Venezia zwei Seiten ein, wobei er sich getreu an die inzwischen fest etablierte Zählung der 120 Dogen hielt – unter Außerachtlassung einer Reihe von Mitdogen und unter Einschluss der heute nicht mehr akzeptierten ersten Dogen. Als die Sarazenen 827 Sizilien angriffen, suchte der neue Kaiser die Flottenhilfe der Venezianer („rinforzandola ancora di navi veneziane da lui domandate in questa occasione“ (S. 166)). Romanin merkt an, dass die byzantinischen Quellen nur aus Hochmut („orgoglio“) über die beiden folgenden Flotteneinsätze Venedigs, die erfolglos waren, schweigen. Als Obelerio versuchte, die Macht zurückzugewinnen, so glaubt auch Romanin, habe Iohannes an Malamocco ein ‚furchtbares Exempel‘ statuieren wollen. Das Haupt des Obelerio habe er in Campalto nahe Mestre, auf dem Gebiet Kaiser Lothars, aufspießen lassen. Nach Romanin sannen die Bewohner der verbrannten Städte, vor allem von Malamocco, auf Rache, und daher konnte sich Caroso auch durchsetzen. Gegen Caroso versammelten sich wiederum nach kaum einem halben Jahr seine Feinde in Campalto, wobei der Verfasser zu den bekannten drei Führern als vierten Domenico Orcianico hinzufügt (dabei nennt er in einer Fußnote nur allgemein die Chronik des Andrea Dandolo als Beleg). Carosos Hauptverbündete, namentlich „Domenico Monetario, Tritolo di Grado, Marino Patrizio e Diodato Gruro“ wurden niedergemacht („trucidato“). An San Demetrio kehrte der Doge Iohannes feierlich zurück.
August Friedrich Gfrörer († 1861) deutet in seiner elf Jahre nach seinem Tod erschienenen Geschichte Venedigs von seiner Gründung bis zum Jahre 1084 die Tatsache, dass sich seit 810 immer wieder Dogensöhne in Konstantinopel aufhielten, als Beleg für einen ansonsten nicht bekannten Vertrag, nach dem diese Söhne als Geiseln fungierten. Dementsprechend wahrten die Ehrungen, etwa die Titel, die die Kaiser diesen Geiseln zusprachen, nur den Schein. Die Kaiser hätten die Zeit genutzt, „um sie an griechische Hofluft zu gewöhnen oder ihnen byzantinischen Beamtengeist einzuträufeln.“ Dementsprechend war in Gfrörers Augen die Erhebung des jüngeren Sohnes zum Mitdogen ein Bruch jenes „geheimen Staatsvertrag[es] von 809“. Der Vater Agnello Particiaco gab laut Gfrörer nur deshalb nach, weil „Justinian die ganze Macht des morgenländischen Reichs zum Rückhalt hatte“ (S. 144). Iohannes musste „nach der seit 810 griechischer Hoheit unterworfenen Hafenstadt Zara wandern“. Dabei glaubt Gfrörer, Iohannes sei, wie es Johannes Diaconus schreibt, erst zu den Slawen geflohen – laut Gfrörer konnte er von dort, denn die Slawen erkannten die fränkische Oberhoheit formal an, mit dem Frankenkaiser überhaupt erst verhandeln –, erst dann an den fränkischen Hof, während Andrea Dandolo ihn ohne Umweg an den Hof fliehen lässt. Gfrörer bezweifelt allerdings, dass sich der Geflohene mit Kaiser Ludwig dem Frommen getroffen habe, denn dieser sei nur 817 in Italien gewesen. Nach der Auslieferung an Agnellus und Iustinianus wurde Iohannes wieder als Geisel nach Konstantinopel geschickt. Gfrörer argumentiert, dass der Vater von seinem älteren Sohn Iustinianus entmachtet worden sei. Sein Beleg ist die Gründungsurkunde von San Zaccaria, in der als Doge nur noch Iustinianus, nicht aber Agnellus erscheint. Auch sei die Gründung, wie er aus der Urkunde entnimmt, vom byzantinischen Kaiser ausgegangen. Auch das Verbot, mit den Muslimen Syriens und Ägyptens Handel zu betreiben, stamme vom Kaiser und sei von den Dogen nur übernommen worden. In Gfrörers Bild passt, dass „Angelo II.“ nach der Ermordung Kaiser Leos dem neuen Kaiser zu huldigen hatte, und dass er nach Konstantinopel ging – wo er später verstarb. Nach Gfrörer gilt: „solche Thatsachen, welche in einer Weise, die das Ehrgefühl nicht grob verletzt, Venetiens Abhängigkeit von Byzanz bekunden, theilt Dandolo mit, und nur plumpe verschweigt er.“ (S. 149). Für Gfrörer war nicht nur der Streit zwischen den Patriarchen ein ständiges Mittel der Franken, in die Lagune hineinzuregieren, sondern auch der Aufstand der Tribunen und des Monetarius, des „Münzmeisters“, sei von den Franken initiiert gewesen. Darauf weise der Fluchtort jenes Münzmeisters hin, der sich ebenfalls an den Frankenhof begab. Das Gleiche gelte für die Tatsache, dass dem Patriarchen von Grado die istrischen Bistümer entzogen und Aquileia zugeschlagen wurden, und auch die Synode von Mantua, die der pro-fränkische Papst Eugen II. im Juli 827 einberief. Dort wurde Grado wieder zum Suffraganbistum Aquileias degradiert, was den Franken weit reichende Eingriffsmöglichkeiten in die lagunaren Verhältnisse hätte bieten können. Schließlich erfolgte, nach Gfrörer, die Rückkehr des jüngeren Bruders aus der byzantinischen Hauptstadt auf Befehl des Kaisers, der zugleich Flottenhilfe gegen die Sarazenen einforderte. Die anscheinend nach Selbstständigkeit strebende Politik des Iustinianus war demnach in Konstantinopel auf Misstrauen gestoßen, so dass Iustinianus die Rückkehr seines Bruders, den er noch nicht einmal in seinem Testament bedachte, unter dem Druck des Kaisers hinnehmen musste. Andrea Dandolo deute dies, nach Gfrörer, nur so weit wie möglich an, doch „Wer wirklichen Beruf hat, Clio's Griffel zu führen, schreibt nicht für Thoren, sondern für Gescheidte, für Solche, welche nöthigen Falls zwischen den Zeilen zu lesen verstehen.“ (S. 171). Zu den Narentanern zitiert Gfrörer aus der Chronik Andrea Dandolos: „Die Slaven der Narenta schickten einen Boten an Dogen Johannes, baten um Frieden, und erhielten auch denselben, doch bewahrten sie ihn nicht lang. Der Bote … ließ sich jedoch auf Wunsch des Dogen taufen. Jene Slaven nämlich, die von den Gothen abstammten, hingen heidnischen Göttern an und trieben Seeraub“ (S. 173). Als Kaiser Michael 829 verstorben war, setzte sich Obelerius auf Veglia fest; als Iohannes gegen ihn zog, erhob sich in seinem Rücken Malamocco, von wo Obelerio stammte. Iohannes ließ die rebellische Stadt zerstören und stürmte danach Veglia. Er ließ den gefangenen Obelerio hinrichten. Da Obelerius erst nach dem Tod des Kaisers losschlug, nimmt Gfrörer an, dass er nicht auf kaiserliche Anweisung gehandelt habe. Wäre ihm der Schlag gelungen, hätte „er die alten Beziehungen mit den Franken erneuert“. In diesen komplizierten, von den Großreichen gesteuerten Prozess, ordnet Gfrörer auch Caroso ein. Der Autor mutmaßt nämlich, dass die folgende Annäherung des Dogen an die Franken die byzantinische Partei unter Caroso zum Aufstand veranlasst habe. Dies folgert er aus der guten Aufnahme, die der Flüchtling bei den Franken fand. Andere Flüchtlinge sammelten sich in Mestre „(also auf fränkisches Gebiet)“, um Caroso zu stürzen, was ihnen auch gelang. Drei Jahre später, 836, wurde Iohannes auf die bekannte Art gestürzt und verbannt.
Pietro Pinton übersetzte und annotierte Gfrörers Werk im Archivio Veneto in den Jahresbänden XII bis XVI. Pintons eigene Darstellung, die jedoch erst 1883 erschien, gelangte zu gänzlich anderen, weniger spekulativen Ergebnissen, als Gfrörer. Im Zusammenhang mit Obelerios Versuch, die Macht zurückzugewinnen, Carosos Umsturz und wiederum dessen Sturz, glaubt Pinton eher an interne Konflikte, während Gfrörer zumindest die üblichen auswärtigen Einflüsse suggeriere (S. 62 f.).
1861 meinte Francesco Zanotto in seinem Il Palazzo ducale di Venezia vorsichtig: „Wie einige sagen“, wurde die Flotte gegen die Sarazenen von Iohannes geführt, der bereits aus dem Exil in Konstantinopel entlassen worden sei. Einige behaupteten, so Zanotto, erst auf dem Sterbebett hätte Iustinianus das schlechte Gewissen gepackt, und er hätte seinen Bruder zurückgerufen. Doch bezweifelt der Autor dies, denn bei der Länge der Reise von Konstantinopel nach Venedig habe Iohannes keine Aussicht gehabt, noch rechtzeitig vor dem Ableben seines Bruders anzukommen. Nach Zanotto wandte sich Iohannes zunächst den Narentanern zu. „Vielleicht mit Unterstützung seines Bruders Valentino“ versuchte Obelerio einen Umsturz. Er unterlag jedoch und wurde hingerichtet. Nach dem Verfasser wurde sein Haupt zunächst in Malamocco, dann in Mestre zur Schau gestellt – womit er die gegensätzlichen Quellenaussagen gleichermaßen akzeptierte und einfach zeitlich hintereinanderlagerte. Auch bei dem Asyl, das Iohannes nach der Vertreibung durch Caroso fand, unterscheidet Zanotto sorgsam nach den Angaben Dandolos, wo er sich an den Hof Kaiser Ludwigs begab, und den Angaben der „Sagornina“, wo er zum „jungen König Karl“ floh. Versammlungsort der mehr als 30 Männer, die sich gegen Caroso erhoben und dazu nach Mestre kamen, war nach Zanotto die Kirche S. Martino di Stra oder Strata. Doch auch nach der freudigen Aufnahme des Dogen in der Stadt, die zwischenzeitlich eine eigene Regierung gebildet hatte, verursachten die Narentaner durch die Kaperung einer Flotte aus Benevent neue Tumulte. Die Volksversammlung, bei Zanotto „assemblea nazionale“ genannt, beschloss, ihn seines Haupt- und Barthaares zu berauben und ihn als Mönch nach Grado zu verbannen, obwohl er acht Jahre zuvor eben dieses Volk gerettet habe.
Auch Emmanuele Antonio Cicogna äußert 1867 im ersten Band seiner Storia dei Dogi di Venezia Mutmaßungen über eine andere Abfolge der Ereignisse. Ob Iohannes zu Ludwig oder Karl floh, lässt er offen, doch bei ihm wählten die Aufständischen nun erst Caroso, also nach Flucht, der wiederum nach sechs Monaten stürzte. Die Narentaner mit ihren Überfällen, dazu die wiederholten inneren Unruhen und Aufstände, veranlassten das Volk schließlich dazu, Iohannes zu verbannen.
Heinrich Kretschmayr glaubte, der Versuch des Iohannes, „des Zweitgeborenen des Agnellus, sich während der Abwesenheit seines älteren Bruders Justinian im Jahre 814/15 den Mitdogat zu sichern, wurde durch byzantinischen Einfluss zunichte gemacht“. Er glaubt demnach, der Sturz des Dogensohnes Iohannes, der später floh und schließlich nach Konstantinopel verbannt wurde, mache klar, dass dieser Sturz von Byzanz seinen Ausgang genommen habe. Hingegen sei in der Gegenrichtung der ältere Bruder Iustinianus nicht nur mit dem Ehrentitel Hypathos ausgestattet, sondern sein Sohn sogar zum Mitdogen erhoben worden. Zudem habe sich Iustinianus selbst als „Imperialis hypatus et humilis dux Venetiae“ bezeichnet. Kretschmayr sieht in den Flotteneinsätzen in Süditalien und Sizilien geradezu eine „Heerespflicht“ Venedigs, allerdings sei diese ausdrücklich nicht für das Ostmittelmeer nachweisbar. Kretschmayr behauptet sogar, „die Flotte wurde geschlagen“. Das Haupt des Obelerius wurde bei ihm nur an der fränkischen Grenze bei San Martino aufgespießt, nicht mehr in Malamocco. Die Niederschlagung des Caroso durch eine „Ordnungspartei“ wurde laut dem Verfasser ebenfalls aus Konstantinopel gesteuert: „Die ohne Zweifel von Byzanz aus unterstützte Ordnungspartei war die stärkere; der Usurpator wurde wenige Monate später in seinem Palaste überfallen, geblendet, verbannt.“ „Integraliter“ kehrte Iohannes auf Initiative des Bischofs Orso von Olivolo zurück. „Die intakte Aufrechthaltung der griechischen Herrschaft kommt in dieser Meldung deutlich zum Ausdruck.“ Schließlich musste der Doge dem dritten Aufstand weichen, als ihn die Mastalici 836 stürzten. Der immer wieder aufkommende Aufruhr entsprang in Kretschmayrs Augen nicht nur persönlichen, sondern auch „politischen, griechenfeindlichen Tendenzen“ (S. 62).